# Ołeh Skydan
Ołeh Wadymowycz Skydan, ukr. Олег Вадимович Скидан (ur. 4 sierpnia 1986) – ukraiński piłkarz, grający na pozycji pomocnika.

## Kariera piłkarska

### Kariera klubowa
Na początku 2008 rozpoczął karierę piłkarską w klubie Tytan Donieck, dokąd przyszedł z amatorskiej drużyny FK Gorłówka. W 2011 wyjechał do Białorusi, gdzie został piłkarzem FK Witebsk.